# Günther von Kluge
Günther von Kluge (Poznań, 30 ottobre 1882 – Valmy, 19 agosto 1944) è stato un generale (feldmaresciallo) tedesco.
Proveniente da una famiglia dell'aristocrazia militare prussiana, dopo aver partecipato come ufficiale inferiore alla prima guerra mondiale, continuò la carriera militare nella Wehrmacht prestando servizio durante la seconda guerra mondiale. Si mise in evidenza nelle prime campagne vittoriose in Polonia e Occidente al comando della Quarta armata e prese poi parte alla lunga e sanguinosa campagna sul fronte orientale.
Ufficiale austero, coraggioso, pronto a recarsi sulle prime linee per condividere le esperienze dei suoi soldati, von Kluge aveva un carattere difficile e rigido che lo mise spesso in contrasto con alcuni suoi subordinati come i generali Heinz Guderian e Erwin Rommel. Non privo di contraddizioni, diresse le operazioni militari all'est con grande abilità e determinazione contrastando tenacemente il passo al nemico e nell'estate 1944 assunse il comando del fronte occidentale durante la battaglia di Normandia mostrando inizialmente la ferma volontà di resistere, ma contemporaneamente espresse le sue critiche verso Adolf Hitler e il nazismo e fu parzialmente coinvolto nel complotto del 20 luglio 1944.
Dopo aver diretto le operazioni fino all'ultimo con il massimo impegno per evitare il crollo del fronte, venne ugualmente destituito da Hitler e richiamato ma egli, temendo le conseguenze del suo coinvolgimento nel complotto, preferì suicidarsi.

## Prima della guerra
Seguendo la tradizione militare degli aristocratici prussiani, von Kluge si dedicò sin da giovane alla carriera militare, frequentando tra l'altro la prestigiosa accademia di Lichterfelde. Il 22 marzo 1901 entrò a far parte del 46º battaglione di artiglieria, con sede a Wolfenbüttel; in seguito alle positive valutazioni ottenute in questo incarico, von Kluge fu selezionato dallo Stato maggiore generale tedesco per prendere parte ai corsi di formazione organizzati presso l'accademia militare di Berlino.
Dopo aver terminato il corso, von Kluge entrò a far parte dello Stato Maggiore Generale nel 1913.
Von Kluge prese parte alla prima guerra mondiale con il grado di Capitano, combattendo sul fronte occidentale. Inizialmente fu assegnato allo stato maggiore del XXI Corpo d'armata; successivamente assunse il comando di alcuni battaglioni impegnati in prima linea (tra il novembre 1915 e l'aprile del 1916), prima di tornare ad essere assegnato agli stati maggiori della 89ª Divisione (1916-1918) e del Corpo d'armata Alpino (1918).

## Tra le due guerre
Nel corso del conflitto von Kluge si mise in luce come uno dei più energici ed efficienti giovani ufficiali dell'Esercito tedesco; ciò gli valse la conferma di un posto nella nuova Reichswehr, il piccolo esercito della Repubblica di Weimar.
All'interno del nuovo esercito von Kluge svolse una rapida e brillante carriera, ottenendo il comando di diverse unità e una rapida sequenza di promozioni: Oberst (colonnello) nel 1930, Generalmajor (generale di brigata) nel 1933, Generalleutnant (generale di divisione) nel 1934. Nell'aprile dello stesso anno assunse il comando della 6ª Divisione di artiglieria di stanza a Münster. General der Infanterie nel 1937 e comandante del VI Corpo d'armata, il 1º dicembre 1938 assunse il comando della VI Armata, con base ad Hannover.
Von Kluge fu amico e sostenitore del comandante in capo dell'Esercito tedesco, il Generaloberst Werner von Fritsch. Tale vicinanza lo portò a essere congedato nel 1938 quando, a seguito dello Scandalo Fritsch-Blomberg, il regime decise l'epurazione di quegli ufficiali considerati potenziali "dissidenti" dagli alti comandi militari.

## La seconda guerra mondiale

### Campagna di Polonia
Pochi giorni prima dello scoppio della seconda guerra mondiale, von Kluge venne richiamato in servizio e posto al comando della IV Armata, alla testa della quale prese parte alla Campagna di Polonia. Secondo i piani di guerra, la IV Armata venne impegnata nella seconda direttrice dell'attacco sferrato dalla Wehrmacht: quella che avrebbe dovuto portare all'occupazione cosiddetto corridoio polacco, che separava il territorio del Reich tedesco dalla Prussia orientale.
Nonostante i dubbi di alti esponenti del regime (e di Adolf Hitler in persona) circa le sue capacità in combattimento, von Kluge condusse a termine brillantemente l'operazione, operando il ricongiungimento con la III Armata al di là della Vistola in soli tre giorni. Una volta che il ricongiungimento fu completo, le truppe tedesche ebbero via libera per puntare su Varsavia.

### Campagna di Francia
Dopo il successo in Polonia fu promosso Generaloberst e spedito, ancora al comando della IV Armata, sul fronte occidentale in vista dell'offensiva contro la Francia del 1940. Il compito della IV Armata sarebbe stato quello di coprire il fianco destro del Gruppo d'armate A, l'unità tedesca che avrebbe dovuto sferrare l'attacco principale contro le posizioni alleate attraverso le Ardenne.
Le forze comandate da von Kluge avanzarono lungo la vallata tra la Sambre e la Mosa, fino a ricongiungersi con le truppe del Gruppo d'armate B provenienti da nord, accerchiando così il nemico. Per il ruolo da lui svolto durante l'invasione della Francia, von Kluge venne nominato feldmaresciallo nel giugno del 1940.

### Fronte orientale
Al contrario di molti suoi colleghi, von Kluge fu favorevole al progetto di invasione dell'Unione Sovietica. Quando l'Operazione Barbarossa ebbe inizio, la sua IV Armata fu inquadrata nel Gruppo d'armate Centro (al comando del feldmaresciallo Fedor von Bock) e coinvolta negli scontri del settore centrale del fronte. In questo quadro, von Kluge partecipò ad alcune delle più importanti operazioni realizzate dalla Wehrmacht sul fronte orientale, combattendo in Bielorussia, a Smolensk e a Vyasma e riuscendo ad arrivare a soli quaranta chilometri da Mosca.
Dopo il fallimento dell'assalto finale su Mosca, il 16 dicembre 1941 assunse il comando del Gruppo d'armate Centro al posto di von Bock. Alla testa di quest'unità, von Kluge cercò di obbedire il più possibile all'ordine di Hitler di evitare qualsiasi ripiegamento verso ovest. Grazie al contributo di alcuni dei più efficaci strateghi difensivi dell'intera guerra (Walter Model e Gotthard Heinrici principalmente), von Kluge riuscì a stabilizzare il settore centrale del fronte nel corso del critico inverno a cavallo del 1941 e del 1942.
Quando, a seguito della sconfitta patita a Kursk, i tedeschi persero definitivamente l'iniziativa nel settore centrale del fronte orientale, von Kluge e il suo Gruppo d'armate Centro subirono il contrattacco dell'Armata Rossa: le truppe tedesche furono costrette a ripiegare verso occidente, perdendo importanti posizioni in territorio russo. Il 27 ottobre 1943, nel mezzo di questi attacchi, von Kluge fu gravemente ferito nel corso di un incidente d'auto lungo la strada Mosca-Minsk; a causa di questo inconveniente dovette cedere il comando al generale Busch.

### Fronte occidentale
Il 3 luglio 1944 venne nominato Comandante in Capo della Wehrmacht sul fronte occidentale (Oberbefehlshaber West o OB-West), prendendo il posto del feldmaresciallo Gerd von Rundstedt. Dal 17 luglio 1944, dopo l'incidente in cui rimase ferito il feldmaresciallo Erwin Rommel, von Kluge assunse anche il comando del Gruppo d'armate B: l'unità tedesca che si scontrava direttamente con le truppe anglo-americane sbarcate in Normandia.
Dopo un iniziale ottimismo sulle prospettive dello scontro, von Kluge iniziò a convincersi che la battaglia fosse ormai perduta: il 22 luglio comunicò a Hitler che il crollo del fronte era ormai imminente. La posizione di von Kluge divenne così sempre più precaria agli occhi del Führer: da un lato, infatti, Hitler diffidava di chi non credeva nella possibilità di contenere la testa di ponte degli Alleati; dall'altro credeva che il feldmaresciallo fosse personalmente coinvolto nella congiura del 20 luglio 1944.
Von Kluge fu effettivamente contattato da alcuni congiurati dopo l'attentato a Hitler del 20 luglio 1944, ma la sua riluttanza ad agire sapendo che il Führer non era morto impedì che la situazione potesse evolvere in modo favorevole agli attentatori, anche solo sul fronte occidentale. Da quel momento in avanti, lo stato d'animo del feldmaresciallo fu profondamente turbato dal pensiero che il Führer potesse scoprire il suo coinvolgimento e condannarlo a morte. Nel costante timore di apparire un traditore agli occhi di Hitler, von Kluge smise di opporsi ai piani di battaglia del Führer. Diede quindi disposizioni affinché le forze tedesche riprendessero ad attaccare, rifiutando così di autorizzare quell'ampio ripiegamento delle forze tedesche oltre la Dive richiesto da molti generali.
I numerosi insuccessi sul fronte occidentale lo misero sempre più sotto una cattiva luce, aumentando negli ambienti vicini a Hitler l'ostilità nei suoi confronti. La Gestapo e le SS iniziarono ad investigare sulla sua partecipazione alla congiura ai danni del Führer, ma lo stesso Hitler lo destituì ancora prima di avere gli esiti di tale indagine. In seguito a questo provvedimento, von Kluge - temendo di essere stato scoperto - si suicidò ingerendo del cianuro di potassio dopo pochi giorni a Valmy, in Francia.